# Reichssender München
"Рейхсендер Мюнхен" (Reichssender München) — рейхсрадиостанция, вещавшая в 1922-1945 гг. Принадлежала Рейхсрадио. Её программа звучала в земле Бавария, звучавшая на волне 405 метров.

## Программы
- Текущие новости и прогноз погоды в 07.00 и 14.20-14.40,
- Текущие новости, короткие репортажи и прогноз погоды 14.00-13.15 и 20.00-20.10,
- Текущие новости, репортажи и прогноз погоды 22.00-22.20
- "Фрюконцерт" в 06.30-08.00
- "Миттагсконцерт" в 12.00-14.20
- "Унтерхальтунгсконцерт" в 23.20-00.00 [1]